# Бій біля Фідонісі (1788)
Бій біля острова Фідонісі — перший морський бій Російсько-турецької війни 1787—1792 років між ескадрами Чорноморського флоту Російської імперії та османською ескадрою.

## Передумови
29 червня 1788 року російська чорноморська ескадра під командуванням контр-адмірала графа М. І. Войновича вийшла з Севастополя в напрямку на Очаків, аби не дати змогу османській ескадрі допомогти військам, оточеним у фортеці Очаків.
До складу ескадри входили:
- 2 66-гарматні лінійних кораблі;
- 2 50-гарматні фрегати;
- 8 40-гарматних фрегати;
- 24 дрібні допоміжних судна.

Через сильний зустрічний вітер, російська ескадра підійшла до острова Тендра лише 10 липня 1788 року. Тут було виявлено османську ескадру під командою капудан-паші у складі:
- 15 лінійних кораблів, з яких 5 — 80-гарматних;
- 8 фрегатів;
- 3 бомбардирські кораблі;
- 21 шебека.

Уникаючи бою, османська ескадра стала відходити на південний захід, намагаючись відірватись від переслідування російською ескадрою.

## Хід бою
14 липня 1788 року поблизу острова Фідонісі, що неподалік дельти Дунаю, обидві ескадри зустрілись. Загальна перевага у вогневій моці була на боці османів: 1110 османських гармат проти 550 російських при більшому калібрі гармат османських кораблів. Чисельний склад османської ескадри становив близько 10 тисяч осіб, що в порівнянні з 4 тисячами російських моряків було вкрай несприятливим для росіян при можливому абордажному зіткненні.
Користуючись перевагою вітру, османська ескадра, вишикувавшись у дві кільватерні колони, пішла у наступ на російську ескадру. Перша колона, очолювана самим капудан-пашею Ескі-Гасаном, була зупинена щільним гарматним вогнем російських бомбардирів. Корабель капудан-паші невдовзі був змушений покинути лінію, отримавши значні пошкодження від залпів «Святого Павла», що прийшов на допомогу фрегатам «Берислав» і «Стріла». Обстріл російських кораблів викликав пожежу на османському флагмані.
У цей час російський флагманський лінійний корабель «Преображення Господнє», з контр-адміралом М. І. Войновичем на борту, вів бій з двома османськими лінійними кораблями, викликавши на них пожежі.

## Результат і наслідки бою
Після 5-ти годинного бою, османська ескадра, попри свою перевагу, була змушена відійти, втративши при цьому 1 шебеку, потоплену вогнем російського флагманського корабля. Після бою османи відійшли до румелійських берегів.
Основне своє завдання ескадра виконала повністю: османський флот нічим не зміг допомогти осадженим в Очакові османськими військам. Це була перша перемога російського флоту, яка мала велике психологічне значення.
У російської ескадри отримали ушкодження 4 фрегати. Під час бою загинуло 5 та поранено 2 нижніх чини.
У цьому бою відзначились командири кораблів Баскаков, М. П. Кумані, М. М. Нелединський, Я. М. Саблін, Д. М. Сенявін, Ф. Ф. Ушаков. Командуючий ескадрою граф М. І. Войнович був удостоєний ордена Святого Георгія III ступеня.
На честь перемоги біля Фідонісі отримав свою назву ескадрений міноносець Чорноморського флоту «Фідонісі», спущений на воду 7 червня 1917 року.